# Urugwaj na Letnich Igrzyskach Olimpijskich 1976
Urugwaj na Letnich Igrzyskach Olimpijskich 1976 reprezentowało 9 zawodników- siedmiu mężczyzn i dwie kobiety. Był to dwunasty start reprezentacji Urugwaju na letnich igrzyskach olimpijskich. Najmłodszym zawodnikiem w reprezentacji była żabkarka Elena Ospitaletche (15 lat i 355 dni), a najstarszym wioślarz Reinaldo Kutscher (29 lat i 102 dni).

## Boks
Mężczyźni
- Juan Scassino

waga lekkośrednia - odpadł w pierwszej rundzie

## Kolarstwo
Mężczyźni
- Kolarstwo szosowe
  - Carlos Alcantara

wyścig indywidualny ze startu wspólnego - nie ukończył
- - Washington Díaz

wyścig indywidualny ze startu wspólnego - nie ukończył
- - Víctor González

wyścig indywidualny ze startu wspólnego - nie ukończył
- - Waldemar Pedrazzi

wyścig indywidualny ze startu wspólnego - nie ukończył
- Kolarstwo torowe
  - Miguel Margalef

1 km ze startu zatrzymanego - 22. miejsce
- - Washington Díaz

4 km na dochodzenie - 21. miejsce
- - Víctor González, Miguel Margalef, Waldemar Pedrazzi, Washington Díaz

4 km drużynowo na dochodzenie - 16. miejsce

## Lekkoatletyka
Kobiety
- Ana María Desivici

pięciobój - 19. miejsce

## Pływanie
Kobiety
- Elena Ospitaletch

100 metrów stylem klasycznym - odpadła w eliminacjach
200 metrów stylem klasycznym - odpadła w eliminacjach

## Wioślarstwo
Mężczyźni
- Reinaldo Kutscher

jedynki - odpadł w eliminacjach